# ダウマー (デンマーク王女)
ダウマー・ア・ダンマーク（デンマーク語: Dagmar af Danmark, 1890年5月23日 - 1961年10月11日）は、デンマークの王族。
フレゼリク8世王とルイーセ王妃の間の第8子、四女、末娘。全名はダウマー・ルイーセ・エリサベト（Dagmar Louise Elisabeth）。洗礼名は叔母のロシア皇后マリヤ・フョードロヴナ（出生名はダウマー）に因んで名づけられた。
1922年11月23日にフレデンスボーにおいて、宮廷に仕える侍従の息子ヨアン・カステンスキョル（Jørgen Castenskjold, 1893年 - 1978年）と結婚した。夫は貴族家門カステンスキョル家（Castenskjold）の一員であった。夫妻は間に3男1女の4人の子女をもうけた。

## 子女
- カール・フレゼリク・アントン・ヨアン・カステンスキョル（1923年 - 2006年）
- クリスチャン・ルズヴィ・ゴスタウ・フリツ・カステンスキョル（1926年 - ）
- ヨアン・フレゼリク・オーウ・エーリク・ヘリェ・カステンスキョル（1928年 - 1964年）
- ダウマー・ルイーセ・テューラ・ソフィーエ・アウグスタ・ペトラ・カステンスキョル（1930年 - 2013年）